# Brodavis
Brodavis je rod prehistorických potápivých ptáků ze skupiny hesperornitů. Žil v období svrchní křídy, asi před 80,5 až 66 miliony let. Šlo o sladkovodní rod s velkým časovým i geografickým rozšířením. Nejmladší zástupci patřili k obyvatelům posledních druhohorních ekosystémů a mohli vyhynout při hromadném vymírání na konci křídy spolu s dinosaury. Dnes rozlišujeme čtyři platné druhy tohoto rodu - B. americanus, B. baileyi, B. mongoliensis (souvrství Nemegt) a B. varneri.